# Sebastián Vegas
Sebastián Ignacio Vegas Orellana (Santiago, 4 december 1996) is een Chileens voetballer die doorgaans als centrale verdediger speelt. In 2020 werd hij verhuurd aan Monterrey.

## Clubcarrière
Vegas is afkomstig uit de jeugdacademie van Audax Italiano. Op 11 augustus 2013 maakte hij zijn debuut in de Chileense Primera División tegen CD O'Higgins. Op 7 april 2014 maakte de Chileen zijn eerste doelpunt in de Primera División in het thuisduel tegen Club Deportes Iquique. In zijn eerste seizoen kwam hij tot vijftien competitiewedstrijden. Hij verruilde Audax Italiano in juli 2017 voor Monarcas Morelia, dat hem in het voorgaande seizoen al huurde.  Monarcas Morelia veranderde in Mazatlán Fútbol Club. In 2020 werd Vegas door Mazatlán verhuurd aan CF Monterrey.